# Knästorps distrikt
Knästorps distrikt är sedan 2016 ett distrikt i Staffanstorps kommun och Skåne län.
Området ligger norr om Staffanstorp.

## Tidigare administrativ tillhörighet
Distriktet inrättades 2016 och utgörs av socknen Knästorp i Staffanstorps kommun.
Området motsvarar den omfattning Knästorps församling hade vid årsskiftet 1999/2000.